# Seznam vojaških kratic na M
To je seznam vojaških kratic, ki se pričnejo s črko M.

## Seznam
- M  (angleško in nemško Model) je kratica, ki označuje Model.
- MARLANT
- MARPAC
- MARV (angleško Multiple Alternative-targeted Re-entry Vehicule oziroma Maneuverable Alternative-targeted Re-entry Vehicule) je kratica, ki označuje Transportni del končne stopnje rakete z več neodvisnimi preusmerljivimi bojnimi konicami.
- MBT (angleško Main Battle Tank) je kratica, ki označuje Glavni bojni tank.
- MCRD (angleško Marine Corps Recruit Depot) je kratica, ki označuje Rekrutni depo Korpusa mornariške pehote.
- MEADS (angleško Medium Extended Air Defence System) je kratica, ki označuje Zračnoobrambni sistem srednjega dosega.
- MEDEVAC - medicinska evakuacija
- MFF (angleško Military Freefall) označuje Vojaški prosti pad.
- MG
- MH
- MIA (angleško Missing in action) je kratica, ki označuje Pogrešan(a/i) v akciji.
- MIRV (angleško Multiple Independently-targeted Re-entry Vehicule) je kratica, ki označuje Transportni del končne stopnje rakete z več neodvisnimi različno namerjenimi bojnimi konicami.
- MK
- ML (angleško Mountain Leader) označuje Gorski vodnik.
- MLRS (angleško Multiple Launch Rocket System) je kratica, ki označuje Večcevni raketometni sistem.
- Mk. (angleško Mark) je kratica, ki označuje Model.
- MMBT (angleško Medium Main Battle Tank) je kratica, ki označuje Srednji glavni bojni tank.
- MLF
- MLU
- MNVS
- MORiS je častno ime 1. specialne brigade SV.
- MORS je slovenska vojaška kratica, ki označuje Ministrstvo za obrambo Republike Slovenije.
- MOTB je slovenska vojaška kratica, ki označuje Motorizirani bataljon.
- MP:
(angleško Military Police) je vojaška kratica, ki označuje Vojaška policija.
(nemško Maschinepistole) je vojaška kratica, ki označuje Avtomatska pištola.
- MPAJA (angleško Malayan People's Anti-Japanese Army) označuje Malajska ljudska protijaponska armada.
- MRBM (angleško Medium Range Ballistic Missile) označuje Balistična raketa srednjega dosega.
- MRF (angleško [[Military Reconnaissance Force) označuje Vojaška izvidniška sila.
- MRLA (angleško Malayan Races Liberation Army) označuje Malajska rasna osvobodilna armada.
- Mrs.
- MSB (angleško Main Support Battailon) označuje Glavni podporni bataljon.
- MSI (angleško Military Ski Instructor) označuje Vojaški smučarski inštruktor.
- MSNZ je slovenska vojaška kratica, ki označuje Manevrska struktura narodne zaščite.
- MSR (angleško Main Supply Route) označuje Glavna podporna pot.
- MŠTO je slovenska vojaška kratica, ki označuje Mestni štab Teritorialne obrambe.
- MTOW (angleško Maximum Takeoff Weight) je kratica, ki označuje 'Največja možna teža ob vzletu.
- MUFTI (angleško Minimum Use of Force for Tactical Intervention) označuje Minimalna uporaba sile za taktično posredovanje.
- Mun.
- Mun.Pz.
- MVAC
- M&AW (angleško Mountain and Artic Warfare) označuje Gorsko in arktično bojevanje.